# Landschaftsschutzgebiet Felderbachtal/Paasbachtal/Deilbachtal

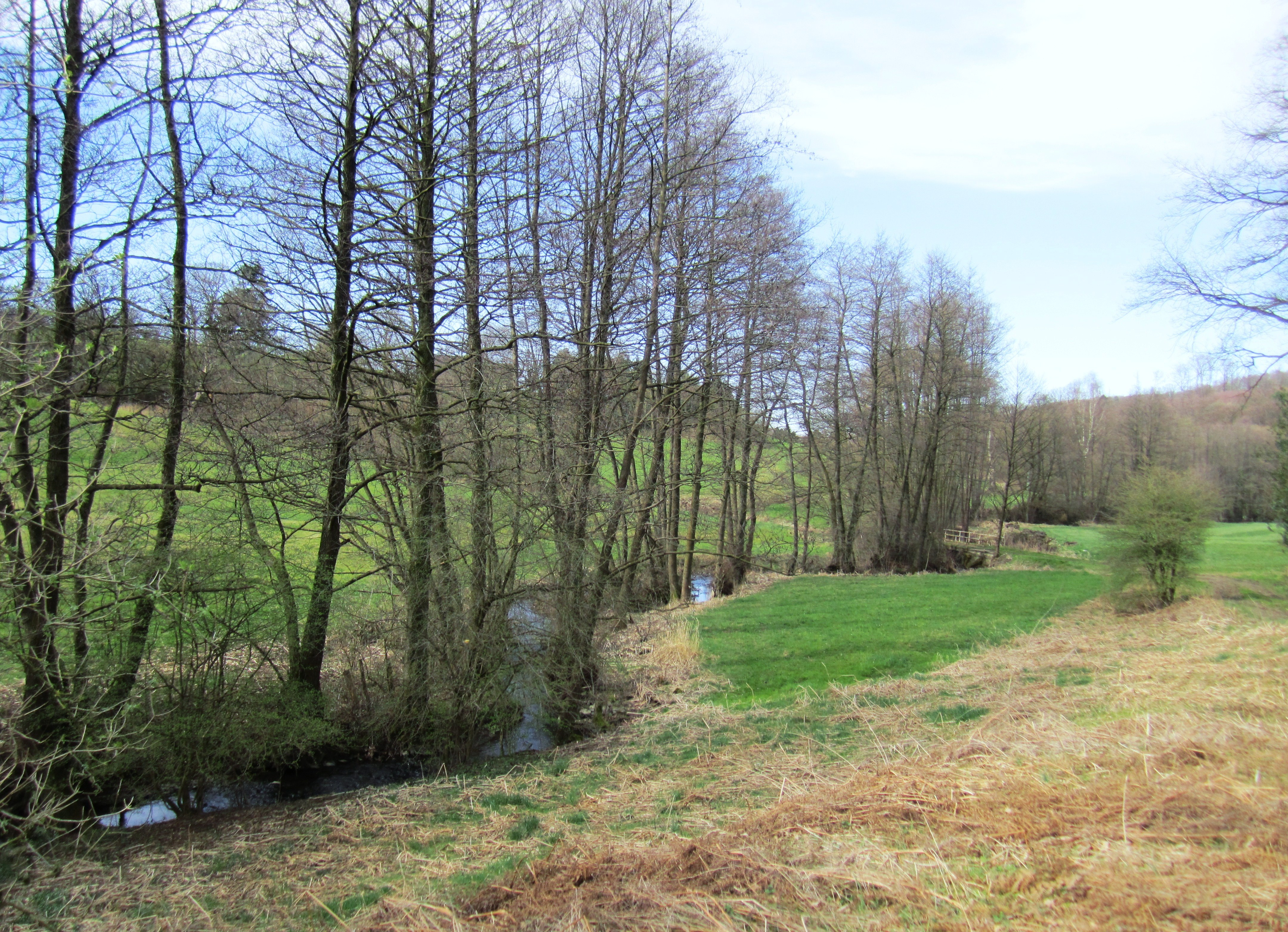
LSG Felderbachtal/Paasbachtal/Deilbachtal im Bärwinkel

Das 117,5 Hektar große Landschaftsschutzgebiet Felderbachtal/Paasbachtal/Deilbachtal befindet sich grenzüberschreitend in den beiden kreisangehörigen Städten Hattingen und Sprockhövel des Ennepe-Ruhr-Kreises in Nordrhein-Westfalen. Es wurde 1998 im Zuge der Landschaftsplanaufstellung des Ennepe-Ruhr-Kreises eingerichtet und trägt im Teilplan für den Raum Hattingen/Sprockhövel die laufende Nummer 3.2.19.

## Geografie
Im Schutzgebiet befinden sich ausgedehnte Bachtäler mit überwiegend naturnah mäandrierendem Felderbach und Paasbach. Die Bachläufe werden auf großen Strecken von einem relativ naturnahen Gehölzsaum begleitet. Hauptgehölz ist die Schwarzerle (Alnus glutinosa). Die Talauen werden im Wesentlichen relativ extensiv als Mähwiese oder Weideland auch auf nassen Flächen genutzt. Im Felderbachtal in Höhe der Elfringhauser Straße wird eine Fläche für den Gemüseanbau genutzt, in Teilbereichen befinden sich kleinere Erlenbruchwälder.
Schutzzweck wegen der ausgedehnten als Grünland genutzten Talauen, die zusammen mit den Gehölzbeständen am Bach eine hohe Vernetzungsfunktion haben, die naturnah mäandrierenden Bäche, die naturnahen, ökologisch bedeutenden Ufergehölzsäume mit teilweise Altholzbeständen, die nassen, oftmals nur noch extensiv genutzten Grünlandflächen. Außerdem wegen der Eigenart und Schönheit der Talauen und wegen der besonderen Bedeutung insbesondere des Felderbachtales für die Erholung. Am Talrand verlaufende Radwanderwege sind Teil des Rad-Wanderwegenetzes in der Elfringhauser Schweiz.